# Muzej Jacquemart-André
Muzej Jacquemart-André je zasebni muzej, ki je na Boulevard Haussmann 158  v 8. okrožju Pariza. Muzej je nastal iz zasebnega doma Édouarda Andréja (1833–1894) in Nélie Jacquemart (1841–1912), da bi prikazal umetnost, ki sta jo zbrala v življenju. V lasti Institut de France, ga upravljajo Culturespaces od leta 1996.

## Zgodovina
Édouard André, potomec protestantske bančne družine, je svoje veliko bogastvo posvetil nakupu umetniških del. Potem jih je razstavil v svojem novem dvorcu, ki ga je leta 1869 zgradil arhitekt Henri Parent, in ga dokončal leta 1875.
Poročil se je z znano slikarko Nélie Jacquemart, ki je njegov portret naslikala 10 let prej. Vsako leto je par potoval v Italijo in zbral eno najboljših kolekcij italijanske umetnosti v Franciji. Ko je Edouard André umrl, je Nélie Jacquemart zaključila dekoracijo italijanskega muzeja in potovala po Orientu, da je zbirki dodala še bolj dragocena dela. Zvesta načrtu, ki je bil dogovorjen z možem, je dvorec in njegove zbirke zapustila Institutu de France  kot muzej in je bil odprt za javnost 8. decembra 1913. 

## Oddelki
Muzej je razdeljen na pet glavnih delov :
Državni apartmaji
Državne sobe je oblikoval Andrés za svoje najbolj formalne sprejeme. Odražajo njegovo navdušenje do francoske slikarske šole in dekorativne umetnosti 18. stoletja.
Neformalni apartmaji
Andrés je svoje poslovne stike opravljal v vrsti manjših, bolj neformalnih salonih. Ti so bili okrašeni v prefinjenem slogu, kar je pričalo o njegovih talentih kot zbiralca.
Zimski vrt
Zimski vrt je izjemen v vseh pogledih in dokazuje umetniško znanje arhitekta Henrija Parenta, ki je želel preseči Charlesa Garnierja, graditelja takratne nove Opére Garnier. 
Italijanski muzej
Galerija skulptur hrani zbirke italijanskega kiparstva iz 15. in 16. stoletja z mojstrovinami Francesca Laurane, Donatella, Luce Delle Robbie in drugih. Florentinska galerija je hkrati prostor, ki vsebuje dela o verskih temah – korne klopi, retable in nagrobnike - ter galerija slik, ki se osredotoča na florentinsko šolo, z deli Botticellija, Botticinija in Perugina in Ucellovega slavnega svetega Jurija ubija zmaja. Beneška galerija potrjuje Andrésovo ljubezen do beneških umetnikov iz 15. stoletja. Domonira strop, ki ga pripisujejo Mocettu ter slike Mantegne, Bellinija ali Carpaccia z značilno beneško palačo.
Zasebni apartmaji
Andrésovi zasebni apartmaji, ki zasedajo del pritličja dvorca, dajejo muzeju občutek družinskega doma.

## Zbirke
V muzeju so dela: Élisabeth-Louise Vigée Le Brun, Giovanni Bellini, Botticini, Luca Signorelli, Cima da Conegliano, Perugino, Neri di Bicci, Vittore Crivelli, Luca della Robbia, Paolo Uccello, Canaletto, Jean-Marc Nattier, Alfred Boucher, Quentin Massys, Rembrandt, Anthony van Dyck, Frans Hals, Giovanni Battista Tiepolo, Jacques-Louis David, Franz Xaver Winterhalter, Thomas Lawrence, Joshua Reynolds, Thomas Gainsborough, Gian Lorenzo Bernini, Sandro Botticelli, Andrea Mantegna, Jean-Honoré Fragonard in Jean-Baptiste-Siméon Chardin.

## V popularni kulturi
Preddverje in salon sta bila uporabljena med snemanjem filma Gigi iz leta 1958 (Vincente Minelli). 
Zadnji banket filma Kevina Reynoldsa grof Monte Cristo iz leta 2002, je bil posnet v repliki Grand Salona in častnega stopnišča Musée Jacquemart-André, vendar brez pregradnega zidu.
Konec filma The Traversée de Paris (1956) poteka v muzeju Jacquemart-André.
Nekatere sekvence filma La Porter de Pain (1963) so posneli v muzeju Jacquemart-André.